# Concerto pour violon de Respighi
Pour les articles homonymes, voir Concerto pour violon (homonymie).
Le Concerto pour violon en la majeur, P. 49 (Concerto per Violino in La Maggiore) est le premier concerto pour violon d'Ottorino Respighi, que le compositeur a laissé inachevé en 1903, et qui a été complété par Salvatore Di Vittorio en 2009.

## Historique
Le concerto a été laissé inachevé par Respighi en 1903, probablement parce qu'il s'est consacré à d'autres projets. L'œuvre fait pressentir les autres concertos pour violon que le compositeur a publiés : Concerto All’Antica en la mineur (1908), Concerto Gregoriano (1921), et la pièce en un mouvement Poema Autunnale (1925). 
Respighi a terminé les deux premiers mouvements du concerto, et esquissé l'introduction du troisième mouvement dans une réduction pour piano, avec seulement quelques mesures orchestrées. En 2007, les descendants de Respighi en collaboration avec Potito Pedarra le conservateur des archives Respighi, ont invité le compositeur/chef d'orchestre Salvatore Di Vittorio à compléter le concerto et à éditer d'autres œuvres de jeunesse de Respighi. En utilisant les manuscrits autographes, Di Vittorio a édité les deux premiers mouvements, orchestré l'introduction existante (écrite pour piano) du troisième mouvement, et ensuite complété le concerto prolongeant la vision de Respighi en utilisant la forme rondo. 
Le premier concerto pour violon en la majeur de Respighi préfigure ses concertos pour violon et d'autres œuvres orchestrales, y compris les Pini di Roma et le Trittico Botticelliano.

## Création et enregistrement
Le concerto a été créé par le Chamber Orchestra of New York (en) sous la direction de Salvatore Di Vittorio le 13 février 2010 à l'Église Saint-Jean-Baptiste de New York (en). Le concerto a été enregistré par Naxos Records (8.572332). La première en Europe a eu lieu les 23-24 novembre 2012 au Teatro Politeama Garibaldi de Palerme avec l'Orchestra Sinfonica Siciliana dirigé par Salvatore Di Vittorio et Laura Marzadori au violon.

## Mouvements
Le concerto est en trois mouvements:
1. Allegro energetico (la majeur)
2. Molto lento, Agitato, Tranquillo (mi majeur)
3. Allegro rondo (la majeur)

Les deux premiers mouvements sont enchaînés.
Durée approximative 21 minutes.

## Instrumentation
Le concerto est orchestré pour deux flûtes, deux hautbois, deux clarinettes en la, deux bassons, quatre cors en fa, deux trompettes en la, timbales et cordes.

## Édition
L'œuvre a été publiée en 2009 par Edizioni Panastudio en Italie. 